# 浜松郵便局
浜松郵便局（はままつゆうびんきょく）は、静岡県浜松市中央区にある郵便局である。民営化前の分類では集配普通郵便局であった。

## 概要
住所：〒430-8799 静岡県浜松市中央区旭町8-1

### 併設施設
- ゆうちょ銀行浜松店（名古屋支店浜松出張所）：取扱店番号230070
- かんぽ生命保険浜松支店

### 分室
分室はなし。過去に存在した分室は以下のとおり。
- 小包保険分室 - 小包郵便、簡易生命保険、郵便年金のみ取扱。廃止年不明。

## 沿革
- 1871年4月20日（明治4年3月1日） - 日本の近代郵便制度の創設とともに、浜松郵便取扱所として開設[1]。
- 1873年（明治6年） - 浜松郵便役所となる[1]。
- 1875年（明治8年）1月1日 - 浜松郵便局（二等）となる。翌日より為替取扱を開始[1]。
- 1877年（明治10年） - 浜松宿ノ内浜松郵便局に改称[1]。
- 1879年（明治12年） - 貯金取扱を開始[1]。
- 1882年（明治15年）6月26日 - 浜松郵便局に改称[1]。
- 1901年（明治34年）2月15日 - 電信局へ編入される形で、浜松郵便電信局となる[1]。
- 1903年（明治36年）4月1日 - 通信官署官制の施行に伴い浜松郵便局となる[1]。
- 1950年（昭和25年）10月21日 - 浜松市旭町に小包保険分室を設置[2]。
- 1959年（昭和34年）3月 - 局舎落成。
- 1959年（昭和34年）7月1日 - 増楽郵便局および芳川郵便局より集配業務を移管。
- 1990年（平成2年）10月29日 - 浜松市板屋町から同市旭町に移転。
- 1992年（平成4年）8月3日 - 外国通貨の両替および旅行小切手の売買に関する業務取扱を開始。
- 2007年（平成19年）10月1日 - 民営化に伴い、併設された郵便事業浜松支店、ゆうちょ銀行浜松店、かんぽ生命保険浜松支店に一部業務を移管。
- 2012年（平成24年）10月1日 - 日本郵便株式会社発足に伴い、郵便事業浜松支店を浜松郵便局に統合。

## 取扱内容

### 浜松郵便局
- 郵便、印紙、ゆうパック、内容証明
- 生命保険、バイク自賠責保険、自動車保険
- 「430-09xx」「430-77xx」（浜松市中央区の一部）の配達業務。尚、ポストの取り集めは自局前を除き、浜松西郵便局が行う。
- ゆうゆう窓口

### ゆうちょ銀行浜松店
- 貯金、貸付、為替、振替、振込、国際送金、外貨両替、トラベラーズチェック、国債、投資信託、変額年金保険
- ATM

### かんぽ生命保険浜松支店
- 個人向け窓口業務は、郵便局が代理店として行う。

## 周辺
- アクトシティ浜松
- 遠鉄百貨店
- 国道152号
- 国道257号

## アクセス
- JR東海道新幹線・東海道本線 浜松駅（北口）から徒歩約3分
- 遠鉄電車 新浜松駅および第一通り駅からそれぞれ徒歩約4分
- 浜松駅バスターミナル北側、浜松駅北口交差点北
- 東名高速道路 浜松ICから南西へ約7.5km、浜松西ICから南東へ約9km
- 駐車場あり:14台